# Maatschappij voor Luchtvaart
Maatschappij voor Luchtvaart (Niederländisch für: Luftfahrtgesellschaft) war ein niederländisches Unternehmen.
Die N.V. Maatschappij voor Luchtvaart wurde Anfang 1911 von den Autohändlern Verwey & Lugard als Verwaltungsgesellschaft der von ihnen errichteten Flugplätze Ede und Soesterberg gegründet.
Bereits 1910 hatten Jacob Verwey und Barend Lugard eine Luftfahrtabteilung innerhalb ihres Unternehmens gegründet und wollten mit Henri Franchimont Wright Flugzeuge bauen. Nach einigen erfolglosen Tests wurde das Projekt wieder aufgegeben.
Verwey & Lugard organisierten am 29. Juli 1910 den ersten Flug eines Niederländers über heimischem Boden mit Johan Hilgers in Ede, danach beschäftigte sich das Unternehmen hauptsächlich mit der Organisation von Flugvorführungen und Luftrennen. 
Im Januar 1911 wurde die "NV Maatschappij voor Luchtvaart" offiziell gegründet. Jacob Verwey fungierte als Direktor, der junge Flugzeugkonstrukteur Frederick Koolhoven als Betriebsleiter, der ehemalige Medizinstudent Henri Wijnmalen als Leiter der Flugschule und Jan Hilgers wurde Produktionsleiter. Koolhoven entwarf dort zusammen mit Wijnmalen sein erstes Flugzeug. Die Kopie eines Farman-Doppeldeckers wurde anfangs unter dem Namen "Holland", später unter der Bezeichnung "Heidevogel" vermarktet. Ein weiteres Modell war eine von Hilgers modifizierte Blériot XI, die als "Verwey & Lugard" verkauft wurde.
Wirtschaftliche Erfolge konnte das Unternehmen leider nicht verzeichnen und wurde Ende 1911 wieder aufgelöst.